# Тапия, Алондра
Алондра Денис Тапия Крус (исп. Alondra Denis Tapia Cruz; род. 19 мая 2004, Консепсион-де-ла-Вега, Доминиканская Республика) — доминиканская волейболистка, диагональная нападающая.

## Биография
Волейболом начала заниматься в 13-летнем возрасте в родном городе Консепсион-де-ла-Вега, за команду которого выступала в 2020 году. Затем по соглашению между Федерацией волейбола Доминиканской Республики и Японским агентством международного сотрудничества была принята в высшую школу Фурукава Гакуэн (Осаки, префектура Мияги), за команду которой выступала в студенческой лиге Японии на протяжении трёх сезонов. В 2023 стала чемпионкой Лиги и была признана лучшим игроком первенства. В 2023—2024 играла в Перу за «Депортиво Хеминис де Комас», выиграв в его составе «бронзу» чемпионата страны. В 2024—2025 выступала за «Тяньцзинь Бохай Бэнк», с которым стала чемпионкой Китая и серебряным призёром клубного чемпионата мира.   
После окончания чемпионата Китая в феврале 2025 заключила контракт с российским «Локомотивом» (Калининград).
В 2021—2023 выступала за юниорскую и молодёжные сборные Доминиканской Республики. В составе старшей молодёжной сборной становилась победителем и призёром Панамериканского Кубка и серебряным призёром Боливарианских игр. Принимала участие в юниорском (2021) и молодёжном (2023) чемпионатах мира.
В 2021 году дебютировала в национальной сборной Доминиканской Республики, в составе которой стала победителем Панамериканского Кубка и Финала шести NORCECA. В 2023 стала обладателем «золота» Центральноамериканских и Карибских игр. В 2024 участвовала в Олимпийских играх в Париже, а в 2023 и 2024 — в розыгрышах Лиги наций.

### Клубная карьера
- 2020 —  «Ла-Вега» (Консепсион-де-ла-Вега);
- 2020—2023 —  «Фурукава Гакуэн Хай Скул» (Осаки);
- 2023—2024 —  «Депортиво Хеминис де Комас» (Лима);
- 2024—2025 —  «Тяньцзинь Бохай Бэнк» (Тяньцзинь);
- с 2025 —  «Локомотив» (Калининград).

## Достижения

### С клубами
- победитель (2023), серебряный (2022) и бронзовый (2021) призёр студенческой лиги Японии.
- бронзовый призёр чемпионата Перу 2024.
- победитель розыгрыша Кубка России 2025.

- серебряный призёр клубного чемпионата мира 2024

### Со сборными Доминиканской Республики
- победитель розыгрыша Панамериканского Кубка 2021.
- чемпионка Центральноамериканских и Карибских игр 2023.
- двукратная чемпионка Финала шести NORCECA — 2021, 2024.
- серебряный призёр Боливарианских игр 2022.
- победитель (2023) и серебряный призёр (2024) Панамериканского Кубка среди старших молодёжных команд.

### Индивидуальные
- 2023: MVP студенческого чемпионата Японии.
- 2024: лучший бомбардир чемпионата Перу.
- 2024: лучшая диагональная нападающая Панамериканского Кубка среди старших молодёжных команд.
- 2024: лучшая диагональная нападающая Финала шести NORCECA.